# Saksonski genitiv
Saksonski genitiv u engleskom jeziku, prisvojne reči ili fraze se koriste za imenice i većinu zamenica. One mogu imati funkciju i determinatora (često ih zovu prisvojni pridevi kada se odnose na imenicu).
Imenice i neke zamenice, uglavnom, dobijaju prisvojni oblik pomoću nastavka 'S (u nekim slučajevima samo dodavanjem apostrofa na već postojeće S). Ovaj oblik se zove Saksonski genitiv (Saxon genitive), a karakteriše se nastavkom S koji potiče iz staroengleskog, odnosno anglosaksonskog jezika. Lične zamenice, međutim, imaju nepravilan prisvojni genitiv i većina njih ima različit oblik za prisvojne prideve i prisvojne zamenice, kao što su MY i MINE, YOUR i YOURS.
Dakle, genitiv je padež u engleskom jeziku koji najčešće služi da pokaže pripadnost, a gradi se dodavanjem nastavka ’s na imenicu koji se izgovara “z” iza zvučnih suglasnika i samoglasnika, a “s” iza bezvučnih suglasnika.
- Train’s arrival
- Have you seen the latest Emir Kusturica’s film?Ako se imenica završava na -s ili -ce kao i ispred reči “sake”, dodaje se samo apostrof:
- For goodness' sake*For conscience' sake

Kod vlastitih imenica koje se završavaju na –s, obično se dodaje nastavak ’s. Međutim pravilo je da se kod starijih reči ili reči stranog porekla izostavi s i dopiše samo apostrof:
Kod složenica ili fraza samo poslednja reč dobija nastavak –s:
- Mr and Mrs Brown’s car

Na imenice koje imaju pravilnu množinu dodaje se samo apostrof, a na imenice koje imaju nepravilnu množinu dodaje se nastavak:
Osim pripadnosti, genitiv se može upotrebiti da označi vremenski period ili vrednost, odnosno meru:
Kod imenica koje označavaju prostorije, zgrade, institucije može se upotrebiti samo genitiv bez imenice:
- -{John went to the dentist’s.
- Mary was at the hairdresser’s}-.

Genitiv se najčešće upotrebljava da izrazi pripadanje, npr.:

- That ball belongs to the boy → It's the boy's ball}-

Ovaj gramatički padež se dobija i korišćenjem prepozicije OF (to je Normanski genitiv), npr.: